# Істамгулово
Істамгу́лово (рос. Истамгулово, башк. Ыҫтамғол) — присілок у складі Учалинського району Башкортостану, Росія. Входить до складу Уральської сільської ради.
Населення — 278 осіб (2010; 318 в 2002).
Національний склад:
- башкири — 99%